# Staurastrum anatinum
Staurastrum anatinum là một loài Song tinh tảo trong họ Desmidiaceae, thuộc chi Staurastrum.

## Các phân loài
- Staurastrum anatinum var. anatinum
- Staurastrum anatinum var. biradiatum
- Staurastrum anatinum var. curtum
- Staurastrum anatinum var. denticulatum
- Staurastrum anatinum var. grande
- Staurastrum anatinum var. lagerheimii
- Staurastrum anatinum var. longibrachiatum
- Staurastrum anatinum var. truncatum
- Staurastrum orbiculare var. depressum
- Staurastrum orbiculare var. extensum
- Staurastrum orbiculare var. hibernicum
- Staurastrum orbiculare var. protractum
- Staurastrum orbiculare var. ralfsii